# Rise (película)
Rise (conocido en España como: Superación: La historia de la familia Antetokounmpo) es una película de drama biográfico deportivo de 2022 dirigida por Akin Omotoso, a partir de un guion escrito por Arash Amel. Basada en la historia real de tres jóvenes hermanos nigeriano-griegos, Giannis, Thanasis y Kostas Antetokounmpo, que emigran a los Estados Unidos y alcanzan la fama y el éxito dentro de la Asociación Nacional de Baloncesto. La película está protagonizada por los recién llegados Uche Agada, Ral Agada y Jaden Osimuwa en los tres papeles principales; con Elijah Shomanke, Yetide Badaki y Dayo Okeniyi en roles familiares secundarios.
Rise fue producida por Walt Disney Pictures y estrenada como película original de Disney+ el 24 de junio de 2022. Recibió críticas generalmente positivas de los críticos.

## Argumento
En 1990, Charles y Veronica "Vera" Adetokunbo se ven obligados a dejar a su hijo mayor Francis en Nigeria mientras viajan a Grecia en busca de una vida mejor. No pueden obtener visas debido al clima político y, por lo tanto, no tienen identificación y deben permanecer escondidos. Para 2004, están asentados y tienen cuatro hijos más, Thanasis, Giannis, Kostas y Alexandros. A pesar de haber nacido en Grecia, no se les otorga la ciudadanía legal debido a las leyes restrictivas; poniendo a su familia en riesgo de deportación y separación. Su apellido yoruba se helenizó a Antetokounmpo en medio del proceso de inmigración después de que la familia escapara de las redadas de refugiados en Turquía. Charles intenta obtener la documentación, pero el doble estándar, en el sentido de que necesita una visa para trabajar, pero no puede conseguir el trabajo necesario para obtener una visa, frustra a toda la familia.
Thanasis y Giannis comienzan a jugar baloncesto en el parque. Mientras que Thanasis muestra una habilidad natural, Giannis tiene dificultades para aprender el juego, pero muestra potencial. Están invitados a ir a Filathlitikos para usar el gimnasio gratis donde se encuentran con el entrenador Takis Zivas, quien ve promesa en los dos. Para 2007, Thanasis es un jugador estrella y Giannis ha mejorado significativamente. Los Antetokounmpos continúan enfrentándose a la adversidad cuando un prometedor equipo universitario le ofrece a Thanasis un cheque, solo para que se lo nieguen cuando se investiga su historial familiar. Charles compra un automóvil para la familia, pero casi lo echan de su apartamento a pesar de tener el dinero para los próximos dos meses.
Mientras juegan un partido, Giannis y Thanasis son reclutados por reclutadores, particularmente un joven llamado Haris Eleftheriou que está tratando de convencer al gerente de cazatalentos Paco para que reclute a los hermanos. Durante el juego, Thanasis se lesiona la pierna; dejando a Giannis para terminar el juego. Paco no está dispuesto a comprometerse con ellos debido a su estatus y Haris convence a Giannis para que firme con él. Fieles a sus temores, ninguno de los grandes equipos está dispuesto a fichar a Giannis; obligándolo a tener que jugar para el reclutamiento. Una liga española está dispuesta a ficharlo e incluso le otorgará la ciudadanía a Giannis, pero él pide que también se reconozca a su familia. Paco intenta usurpar a Haris ofreciéndoles dinero, ciudadanía y aceptación inmediata, pero Haris será eliminado. No dispuestos a dejar ir a la persona que luchó por ellos, los Antetokounmpos rechazan su oferta.
Haris revela que la selección española no lo fichará, pero le otorgarán la elegibilidad para probar el draft de la NBA de 2013. Si tiene éxito, toda su familia se trasladará a Estados Unidos. Giannis le pide a Thanasis que lo acompañe cuando ellos y Haris llegan a la ciudad de Nueva York para reunirse con el agente estadounidense Kevin Stefanides. Haris y Kevin continúan tratando de presentar a Giannis a varios reclutadores y logran hablar con John Hammond, quien parece aprensivo, aunque logran intrigar a un representante de Nike. Giannis está nervioso después de escuchar que podría no ser lo suficientemente bueno, pero Thanasis lo apoya. En el draft, Giannis está encantado de saber que los Milwaukee Bucks lo eligieron como su decimoquinta selección; asegurar el futuro de su familia.
Durante los créditos, se revela que Francis finalmente se reunió con su familia. Thanasis, Kostas y Alexandros eventualmente también se unieron a la NBA, mientras que Charles murió en 2017.

## Reparto
- Dayo Okeniyi como Charles Antetokounmpo
- Yetide Badaki como Verónica "Vera" Antetokounmpo
- Uche Agada como Giannis Antetokounmpo
  - McColm Cephas Jr. como El joven Giannis
- Ral Agada como Athanasios "Thanasis" Antetokounmpo
  - Chinua Baraka Payne como El joven Thanasis
  - Daniel Agammegwa como El niño pequeño Thanasis
- Elijah Shomanke como Alexandros "Alex" Antetokounmpo
  - Jahleel Kamara como El joven Alexandros
- Jaden Osimuwa como Kostantinos "Kostas" Antetokounmpo
  - Aaron Kingsley Adetola como El joven Kostas
- Efthimis Chalkidis como Haris Eleftheriou
- Panos Koronis como Takis Zivas
- Manish Dayal como Kevin Stefanides: El agente de talentos de Giannis Antetokounmpo
- Christos Loulis como Paco
- Akin Omotoso como Bamidele
- Anthony Abiola como Francis Antetokounmpo
- Taylor Nichols como John Hammond: El gerente general de Milwaukee Bucks
- Joke Silva como Cecelia
- Kemi Lala Akindoju como Joy
- Stamatina Gaj como Sra. Pandazis
- Eddie Cahill como representante de Philadelphia 76ers
- Maximiliano Hernández como Representante de Oklahoma City Thunder

## Producción

### Desarrollo
En octubre de 2020, se anunció que The Walt Disney Studios estaba desarrollando una película biográfica centrada en Giannis Antetokounmpo y su familia. Desarrollado bajo el título provisional de "Greek Freak" (un apodo de baloncesto para Giannis), con Akin Omotoso como director a partir de un guion escrito por Arash Amel, se afirmó que el proyecto muestra "a través de la fe, la determinación y su vínculo inquebrantable, la familia Antetokounmpo se unen para salir de una vida de pobreza como inmigrantes indocumentados que viven en Grecia". Se anunció que Bernie Goldmann se desempeñaría como productor, mientras que Giannis se desempeña como productor ejecutivo. La producción estaba programada tentativamente para comenzar en algún momento de 2021, en Grecia y Estados Unidos.

### Casting
En marzo de 2021, el recién llegado Uche Agada fue elegido para interpretar a Giannis Antetokounmpo después de ver una publicación en las redes sociales de la estrella de la NBA sobre una convocatoria de casting abierta para el papel. Yetide Badaki y Dayo Okeniyi fueron elegidos para papeles secundarios como los padres de Giannis, Veronica y Charles Antetokounmpo. En octubre del mismo año, se reveló que el título oficial de la película sería Rise. El resto del elenco se anunció con Ral Agada como Thanasis Antetokounmpo, Jaden Osimuwa como Kostas Antetokounmpo y Elijah Shomanke como Alex Antetokounmpo. Manish Dayal y Taylor Nichols se revelaron en papeles secundarios como el agente de talentos de Giannis llamado Kevin, y el gerente general de los Milwaukee Bucks llamado John Hammond. Maximiliano Hernández, Eddie Cahill, Pilar Holland y McColm Kona Cephas Jr. también se unieron al elenco.
Giannis Antetokounmpo hizo la declaración oficial en su papel de productor ejecutivo: "Estoy emocionado y honrado de que Disney+ lleve la historia de mi familia a personas de todo el mundo. Mi esperanza es que inspire a aquellos en circunstancias similares a mantener la fe, permanecer fieles a sus objetivos y no renunciar a luchar por una vida mejor".

### Rodaje
Se reveló que la fotografía principal ya había comenzado en octubre de 2021, con fotos oficiales de producción publicadas por Disney. Rise se filmó en Atenas, Grecia, lo que la convierte en la primera producción de Disney filmada íntegramente en Europa.

## Lanzamiento
Rise se lanzó exclusivamente a través de streaming en Disney+, el 24 de junio de 2022.

## Recepción

### Respuesta crítica
En el sitio web del agregador de reseñas Rotten Tomatoes, el 95% de las reseñas de 21 críticos son positivas, con una calificación promedio de 7.10/10. En Metacritic, la película tiene una puntuación media ponderada de 74 sobre 100 según las reseñas de 5 críticos, lo que indica "críticas generalmente favorables".
Calum Marsh de The New York Times consideró que la dirección de Akin Omotoso era sincera y convincente, elogió las actuaciones de los miembros del elenco y afirmó que la película logra narrar la vida de la familia Antetokounmpo a través de los obstáculos que encontraron. Gary Goldstein de Los Angeles Times consideró que Rise es una película deportiva inspiradora y emotiva, elogió la dirección de Omotoso y el guion de Arash Amel, y aplaudió las actuaciones del elenco. Pete Hammond de Deadline calificó las actuaciones de los actores como excelentes, afirmando que Okeniyi y Badaki no lograron ser mejores a lo largo de la película, descubrió que Omotoso era hábil en su dirección y afirmó que Amel ofrece una historia real sobresaliente. Sourav Chakraborty de Sportskeeda consideró que Rise es una película deportiva inspiradora, afirmó que Omotoso proporciona una atmósfera de tensión en su dirección y elogió las actuaciones de los miembros del elenco.
Aramide Tinubu de RogerEbert.com le dio a Rise 3.5 de 4 estrellas, elogió las actuaciones de los actores, calificó el diálogo de la película como conmovedor y afirmó que Omotoso logra capturar la tensión que siente la familia Antetokounmpo a través de las barreras que enfrentaron. Jennifer Green de Common Sense Media calificó la película con 3 de 5 estrellas, elogió la representación de mensajes positivos y la presencia de modelos a seguir, citando el trabajo duro y la perseverancia, y elogió las diversas representaciones de los personajes y sus orígenes.